# NGC 6965
NGC 6965 este o liner situată în constelația Vărsătorul. A fost descoperită în 27 august 1857 de către William Parsons, 3rd Earl of Rosse⁠(d).